# Strymon crambusa
Strymon crambusa is een vlinder uit de familie van de Lycaenidae. De wetenschappelijke naam van de soort werd als Thecla crambusa in 1874 gepubliceerd door William Chapman Hewitson.